# Dendrobium dalleizettii
Dendrobium dalleizettii là một loài thực vật có hoa trong họ Lan. Loài này được Gagnep. mô tả khoa học đầu tiên năm 1950.